# ریک کاپ
ریک کاپ (انگلیسی: Rick Copp؛ زادهٔ ۲۰ اوت ۱۹۶۴) یک هنرپیشه، فیلم‌نامه‌نویس، تهیه‌کننده تلویزیونی و رمان‌نویس اهل ایالات متحده آمریکا است. از فیلم‌ها یا مجموعه‌های تلویزیونی که وی در آن‌ها نقش داشته است می‌توان به جایی که خرس‌ها هستند، تیم نایت رایدر، اسکوبی دو و دختران زرین اشاره نمود.
او همچنین نویسنده چهار رمان معمایی است: راهنمای بازیگر برای قتل، راهنمای بازیگر برای زنا، راهنمای بازیگر برای طمع و اثر انگشت‌ها و لیفت صورت. کتاب راهنمای بازیگر برای طمع در سال ۲۰۰۶ نامزد جایزه ادبی لامبدا در بخش معمایی همجنس‌گرایانه شد. در سال ۲۰۱۲، او یکی از نویسندگان، خالقان و بازیگران مجموعه وب‌سری معمایی-کمدی جایی که خرس‌ها هستند بود.